# Coco Moon
Coco Moon er en eksperimental popgruppe fra Århus. Gruppen har tidligere optrådt under navnet Magnum44.
Musiktidsskriftet Gaffa spåede i januar 2010 gruppen til at blive et af årets store navne i musik.